# Katedrála svatého Stanislava Kostky
Katedrála svatého Stanislava Kostky v Lodži (polsky Katedra św. Stanisława Kostki w Łodzi) je nejvýznamnějším[zdroj?] katolickým chrámem ve městě a sídlem arcibiskupa lodžské arcidiecéze. Jedná se o jednu z nejvyšších církevních budov v Polsku a zároveň výrazný příklad neogotické architektury z počátku 20. století.

## Historie
Dne 15. června 1898 byla v polskojazyčném tisku vypsána architektonická soutěž, která získala publicitu i mimo Polsko. Cílem bylo postavit nový kostel, který by zdůraznil polský a katolický charakter města.
Konkurz zaujal architekty mnoha evropských zemí. Celkem se do něj přihlásilo na 38 projektů, zejména z Německa, Francie, Nizozemska, Švédska a Rakousko-Uherska. Mezi evidovanými byli i čeští architekti. Převažovaly projekty v neogotickém stylu.
Mezi četnými projekty z různých států zvítězil návrh se sloganem „Bogu na chwałę od Lodże“, i když byl připraven mimo Polsko německým ateliérem „Wende i Zarske“. Architektem byl Johannes Wende (1873–1954), původem z Konstantinova u Lodže. Absolvoval Vysokou řemeslnou školu v Lodži a poté pokračoval ve studiu v Německu.
Vítězný návrh počítal s výstavbou kostela v neogotických formách, což nepochybně odpovídalo přání organizátorů soutěže. Měl tři lodě s rozsáhlou oltářní částí ukončenou apsidou a v souladu s požadavkem uvedeným v soutěžním řádu – jednou věží, zakončenou štíhlou jehlancovou střechou.

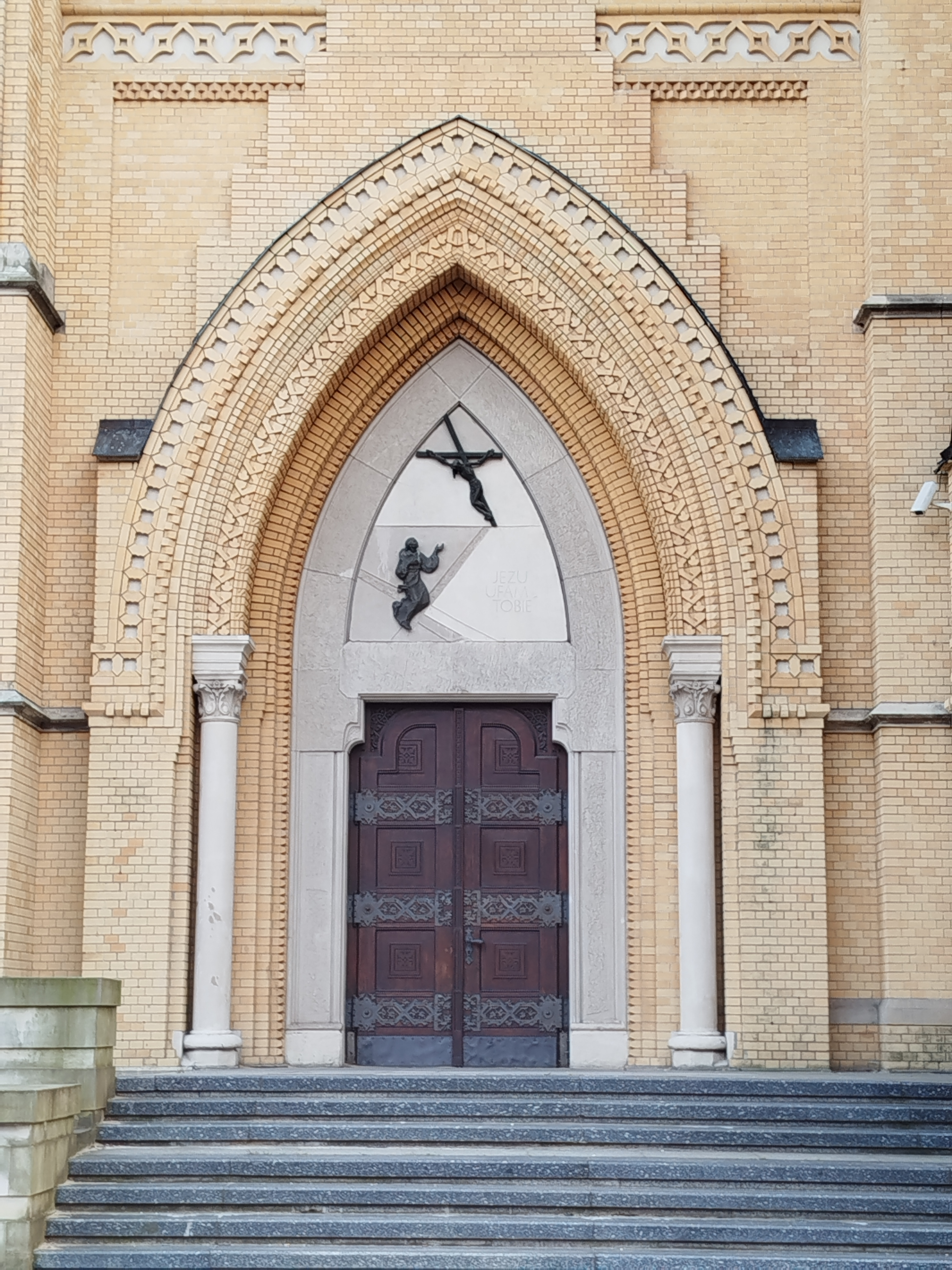
Boční portal

Skutečnost, že projekt kostela, který měl být hlavním katolickým v Lodži, pocházel sice od místních tvůrců, ale byl spojen s evangelickou komunitou, vyvolala v části polské veřejnosti kontroverze. Návrh byl kritizován jako nevhodný a schematický. Poukazovalo se přitom na jiný projekt oceněný třetí cenou, zaslaný z Paříže pod sloganem „Gloire à Dieu“, jehož autory byli Stanisław Cichorski a Edgar Vinson. Tento návrh se vyznačoval nicméně těžkopádnými renesančně-manýristickými formami. Architekti argumentovali takto: „V Lodži máme jeden gotický kostel, jeden románský, bylo by vhodné, aby třetí byl renesanční.“
To donutilo stavební výbor, který měl pochybnosti o již učiněném výběru, pozvat do Lodže dva významné architekty: Józefa Dziekońského z Varšavy a Sławomira Odrzywolského z Krakova, aby se vyjádřili k vítěznému návrhu. Oba však návrh firmy „Wende a Zarske“ velmi pozitivně zhodnotili a uvedli, že má krásný plán, kterému byla přiloženými úpravami položena cesta pro realizaci. Navrhli pouze drobné změny, které se týkaly především řešení hlavních vstupů. Ty byly záhy provedeny J. Wendem podle pokynů J. Dziekońského, což nakonec rozhodlo o realizaci projektu firmou Wende a Zarske.
Po schválení projektu ruským Ministerstvem vnitra v Petrohradu bylo možné zahájit stavební práce. Na jaře 1901 se přistoupilo k zednickým pracem, které byly svěřeny mistrovi Władysławu Stelmachowskému. Stavební dozor převzal architekt Kazimierz Sokołowski. Bylo rozhodnuto, že nový kostel ponese jméno patrona polské mládeže sv. Stanislava Kostky. Když byly základy hotové, nechal dne 16. června 1901 varšavský arcibiskup W. Chościak Popiel vykonat obřad posvěcení základního kamene. V zakládacím dokumentu uloženém do základů bylo napsáno: «Léta Páně 1901, dne 16. června v neděli třetí po Svatodušních svátcích, když celému katolickému světu vládl papež Lev XIII., za panování Mikuláše II., cara všech Rusů a krále Polska, byl tento základní kámen položen do základů svatyně ke slávě Všemohoucího Boha a cti nejsvětější Panny Marie, pod zasvěcením sv. Stanislava Kostky Vyznavače, podle obřadu předepsaného římskou církví, požehnaný nejdůstojnějším arcibiskupem varšavským Wincentym Chościakem Popielem.» Projekt kostela vypracovali Wende a Zarske, zednické práce vedl Władysław Stelmachowski, pod dozorem stavbyvedoucího Kazimierze Sokołowského. Přítomni při obřadu byli zástupci příslušných úřadů, občané města Lodže, jejichž podpisy a tisíce věřících zde byly připojeny.
Navzdory silnému dešti se slavnosti zúčastnily tisíce místních obyvatel a mnoho vážených hostů.
Po položení základního kamene v červnu 1901 pokračovala výstavba kostela sv. Stanislava Kostky v Lodži až do roku 1912. Zdivo tvořilo neomítnuté světle žluté cihly. Podoba neovogotického stylu bývá označována jako Rohbau. V roce 1911 byl na nově postavené zvonici zavěšen zvon s názvem „Zygmunt“, darovaný obyvateli Lodže.
Dne 22. prosince 1912 byl kostel slavnostně otevřen a konsekrován knězem Karolem Szmidlem. V roce 1920 byl povýšen na katedrálu a 15. října 1922 byla katedrála konsekrována biskupem Wincentym Tymienieckim.
Během druhé světové války, v roce 1941, byla katedrála uzavřena, vypleněna a využívána jako vojenský sklad. Po skončení konfliktu byla následně obnovena, avšak v roce 1971 ji postihl požár, který zničil střechu a poškodil interiér. Obnova byla dokončena v roce 1978 instalací nových varhan.
Dne 13. června 1987 navštívil katedrálu papež Jan Pavel II. a v roce 1989 jí udělil titul basilica minor.

## Popis

### Vnějšek katedrály

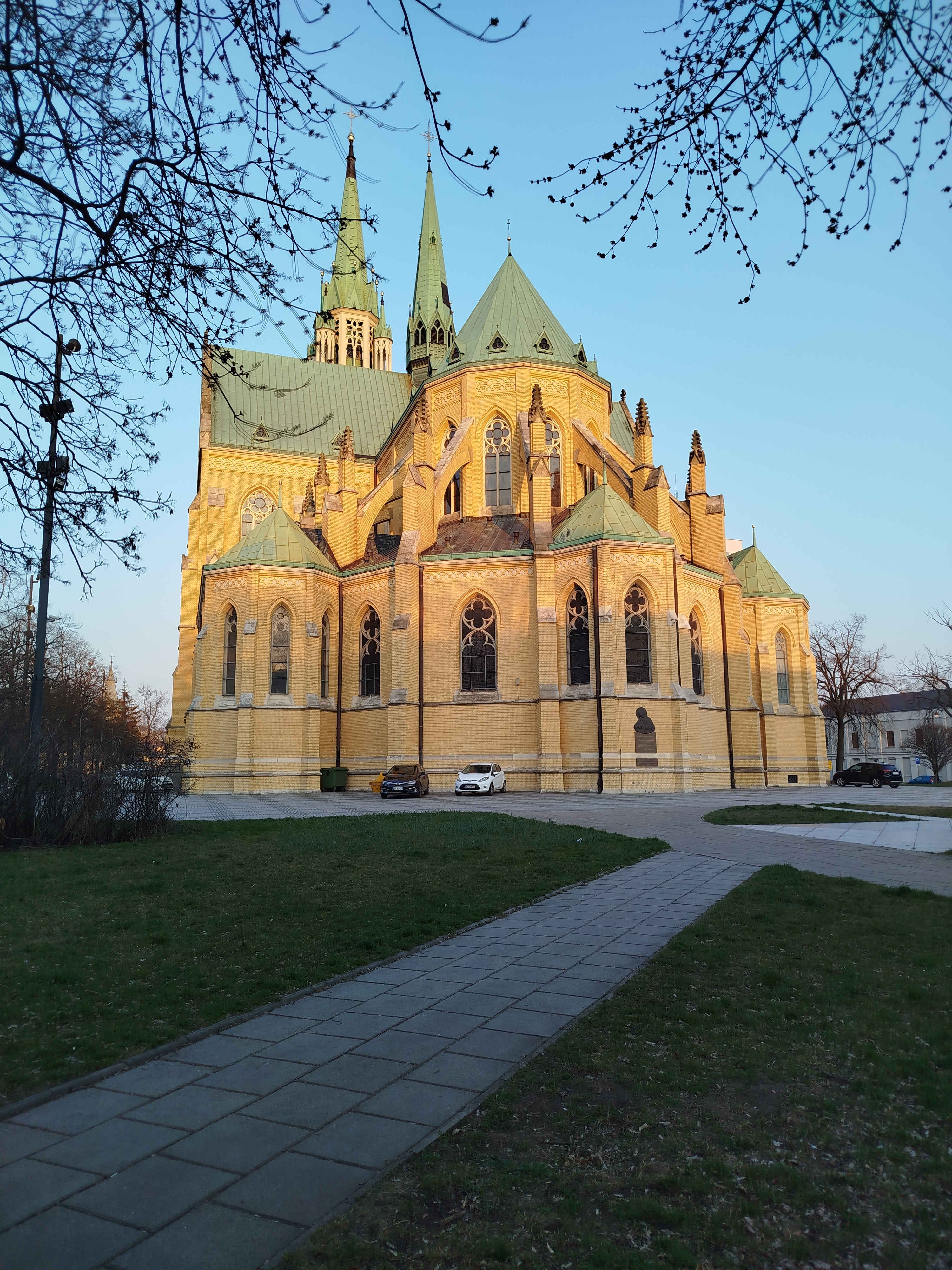
Západní průčelí

Trojlodní neogotická katedrála s příčnou lodí (transeptem) je zakončena závěrem s jedinou kaplí a netradičně orientována směrem na západ. Apsida[zdroj?] má charakteristický pětiboký půdorys a je obklopena ochozem, jenž umožňuje oběh kolem hlavního oltáře. Okna v apsidě jsou vysoká, štíhlá, zakončená lomeným obloukem a členěná bohatými kamennými kružbami. V jejich horních partiích se objevují dekorativní motivy ve tvaru trojlistů, čtyřlistů a pětilistů. Vitrážová výplň těchto oken zobrazuje scény z Kristova života a výjevy ze života svatého Stanislava Kostky.
Katedrála sv. Stanislava Kostky má rozvinutý opěrný systém. Vedlejší lodě jsou nižší než hlavní loď, čímž vzniká prostor mezi její stěnou a vnějšími opěrnými pilíři. Tento prostor je překlenut opěrnými oblouky, které účinně odvádějí horizontální síly od klenby směrem ven k pilířům. Vrcholy pilířů vnějšího opěrného systému jsou zdobeny fiálami, které jsou posázeny kraby a zakončeny kyticí. Tyto fiály nejen umocňují vertikalitu stavby, ale svou vlastní hmotností aktivně spolupůsobí při rozkladu tlakových sil, a tvoří tak nedílnou součást konstrukčního systému.

Opěrný systém

### Okno v příčné lodi

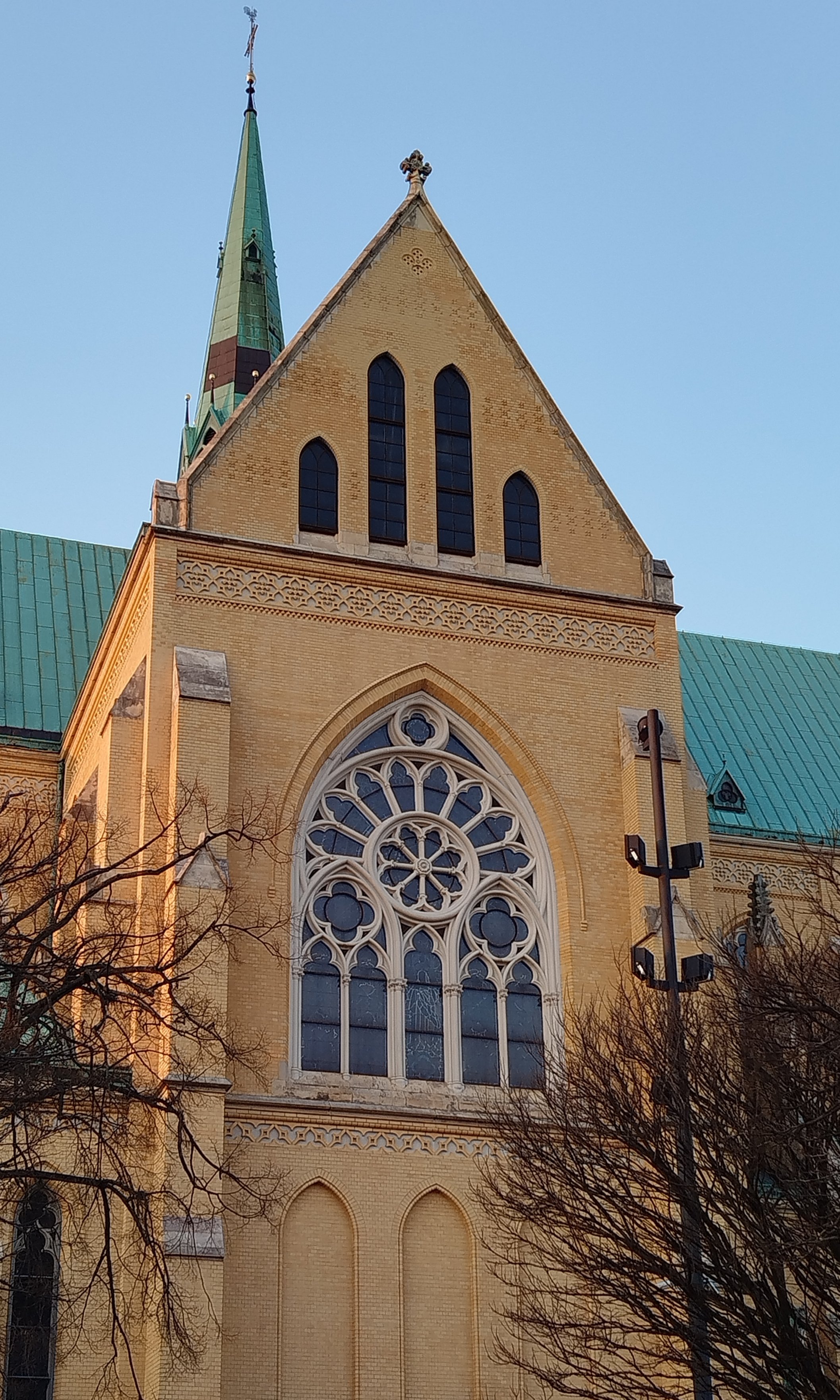
Rozeta

Okno je umístěno ve střední části průčelí transeptu nebo boční fasády chrámové stavby. Skládá se ze dvou hlavních částí – dolní a horní.
Dolní část tvoří pětice štíhlých lancetových oken, oddělených subtilními kamennými pruty. Každé z těchto oken je zakončeno tzv. jeptiškou.
V horní části dominuje monumentální, téměř kruhová rozeta. Ve středu rozety se nachází centrální kruh se středovým florálním motivem a osmi částmi zakončenými náznakem stylizovaného tzv. trojlistu. Je doplněn větším polokruhem, ve kterém je opět osm radiálně uspořádaných okenních polí zakončenýmí tzv. jeptiškami. Celek doplňují dva čtyřlisty po stranách a jeden menší nad rozetou.
Celková kompozice vytváří výraznou vertikální osu, která opticky vede pohled diváka vzhůru.

### Věž

Východní průčelí

Věž

K východní straně přiléhá velká věž, která je dominantou čelního průčelí, dosahuje výšky 104 m a patří k nejvyšším v Polsku.[zdroj?] Tyčí se ve středové ose kostela, čímž zdůrazňuje vertikalitu stavby a stává se její nejvýraznější částí – jak vizuálně, tak symbolicky.Věž kostela má čtvercový půdorys a je členěna do několika výškových úrovní:
1. úroveň
Základna věže obsahuje hlavní portál přesahující linii fasády, tvořený trojitě odstupňovaným lomeným obloukem vytvořeným z cihelného zdiva. Po stranách vstupu se nacházejí štíhlé sloupky s korintskými hlavicemi. V tympanonu nad vstupem je osazena barevná mozaika se zobrazením svatého Stanislava Kostky. Po stranách portálu z fasády vystupují hranolové pilíře zakončené jehlancovými stříškami. Mohutná kamenná římsa odděluje spodní úroveň věže od vyšších partií. Dveřní otvor je ve tvaru sedlového portálu.
2. úroveň
Nad římsou se nachází pás slepých arkád ukončených lomenými oblouky. Nad nimi je umístěno okno s kružbou. Kružba je složena z centrální hvězdicové rozety, obklopené trojlisty. Nad ní je vložen drobný čtyřlist. Ostění okna je bohatě zdobeno cihelnými ornamentálními motivy.
3. úroveň
Střední část věže obsahuje malé, funkční okénko umístěné přibližně v její ose. Slouží jako technické okno pro vnitřní komunikační prostor. Je zcela bez dekorací, což podtrhuje jeho utilitární charakter.
4. úroveň
Tato část věže působí výrazně monoliticky. Dominantním prvkem je hodinový ciferník, nad kterým se nachází trojice úzkých lomených oken. Po stranách je kompozice doplněna dvěma slepými lomenými okny. Nad touto sestavou je schematizovaná jednoduchá rozeta. Vertikalitu celé věže zdůrazňují úzké vysoké nárožní opěráky. Na fasádě jsou umístěny dvě figurální konzoly, které vystupují do prostoru.
5. úroveň
Vrcholová část věže tvoří otevřená zvonová galerie. Tvoří ji štíhlé sloupky spojené lomenými oblouky. Galerie je zakončena strmou osmibokou jehlancovou střechou pokrytou zelenou krytinou. Na nárožích galerie jsou umístěny menší věžičky s jehlancovými stříškami, které završují bohatě artikulovaný siluetový výraz věže.
Fasády kostela jsou opatřeny reliéfními ornamenty, které obohacují celkovou estetiku stavby a přispívají k vytváření specifické atmosféry.

### Vnitřek katedrály

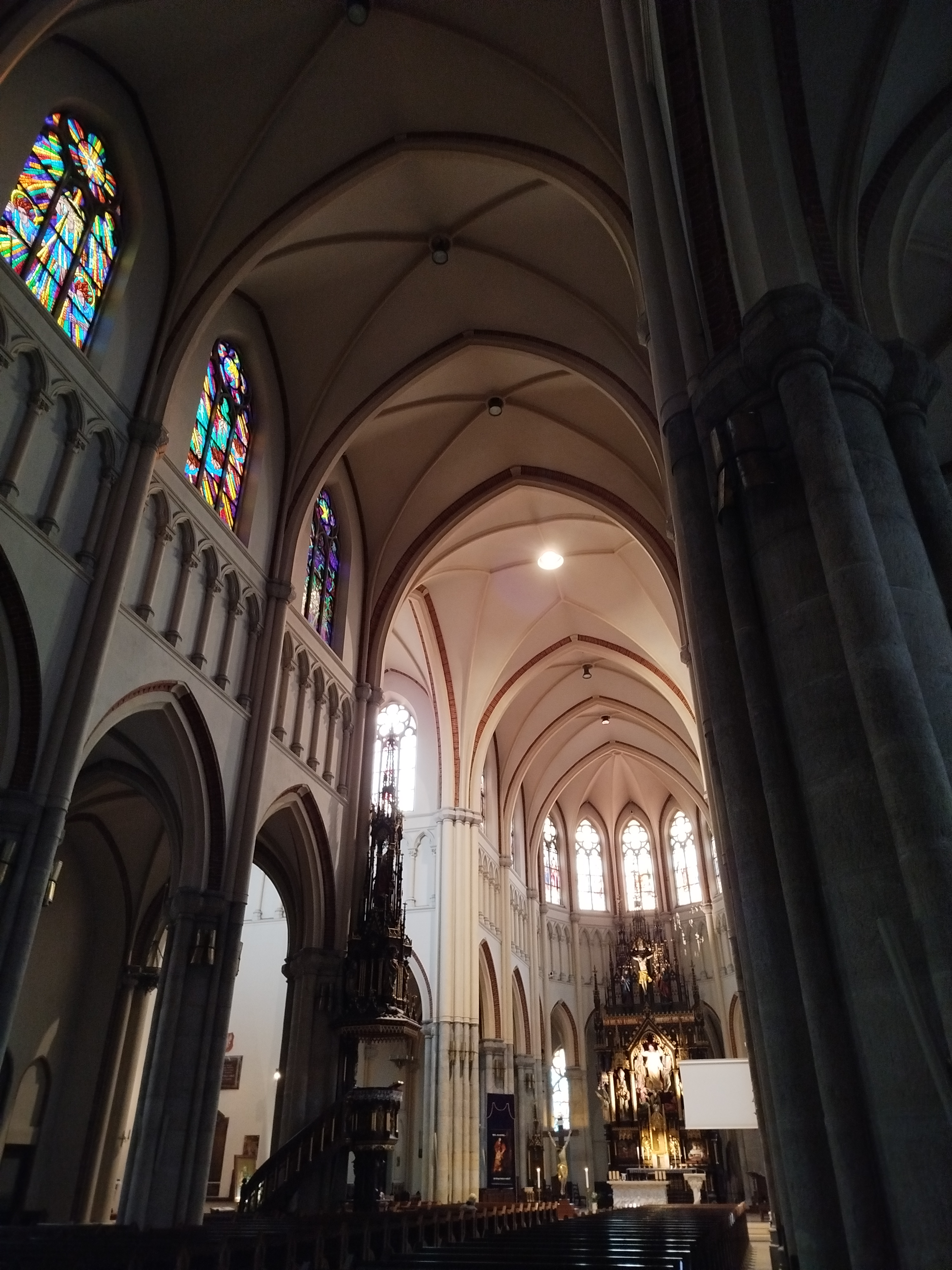
Vnitřek katedrály

Hlavní loď a ochozy jsou jasně odděleny mohutnými kamennými sloupy, které nesou mezilodní arkády. Nad nimi se nachází pás slepých triforií, jenž dále přechází do vysokých, hrotitých oken — trojdílná elevace hlavní lodi obíhá celou katedrálu. Prostor chrámu je zaklenut křížovými žebrovými klenbami, křížení je zaklenuto hvězdicovou klenbou. Příčná vyžlabená žebra oddělují jednotlivá pole klenby, zatímco diagonální žebra mají štíhlý hruškovcový profil. Vzniká tak plastický stínový efekt a zvýraznění linií žeber, které směřují ke svorníkům. Žebra sbíhají na zdi mezi okny, kde přecházejí do přípor. Sloupy arkád jsou zdobeny jednoduchámi hlavicemi. Zvláštní estetickou hodnotu má polygonální závěr presbytáře, který je zaklenut paprsčitou klenbou.Jeho krásu doplňuje hlavní oltář s bohatou sochařskou výzdobou, jenž svými neogotickými formami dokonale ladí s neogotickou architekturou. Chórový ochoz je zaklenut křížovou klenbou, je doplněn dvěma kaplemi.

## Zajímavosti

### Zásadní podmínky konkurzu

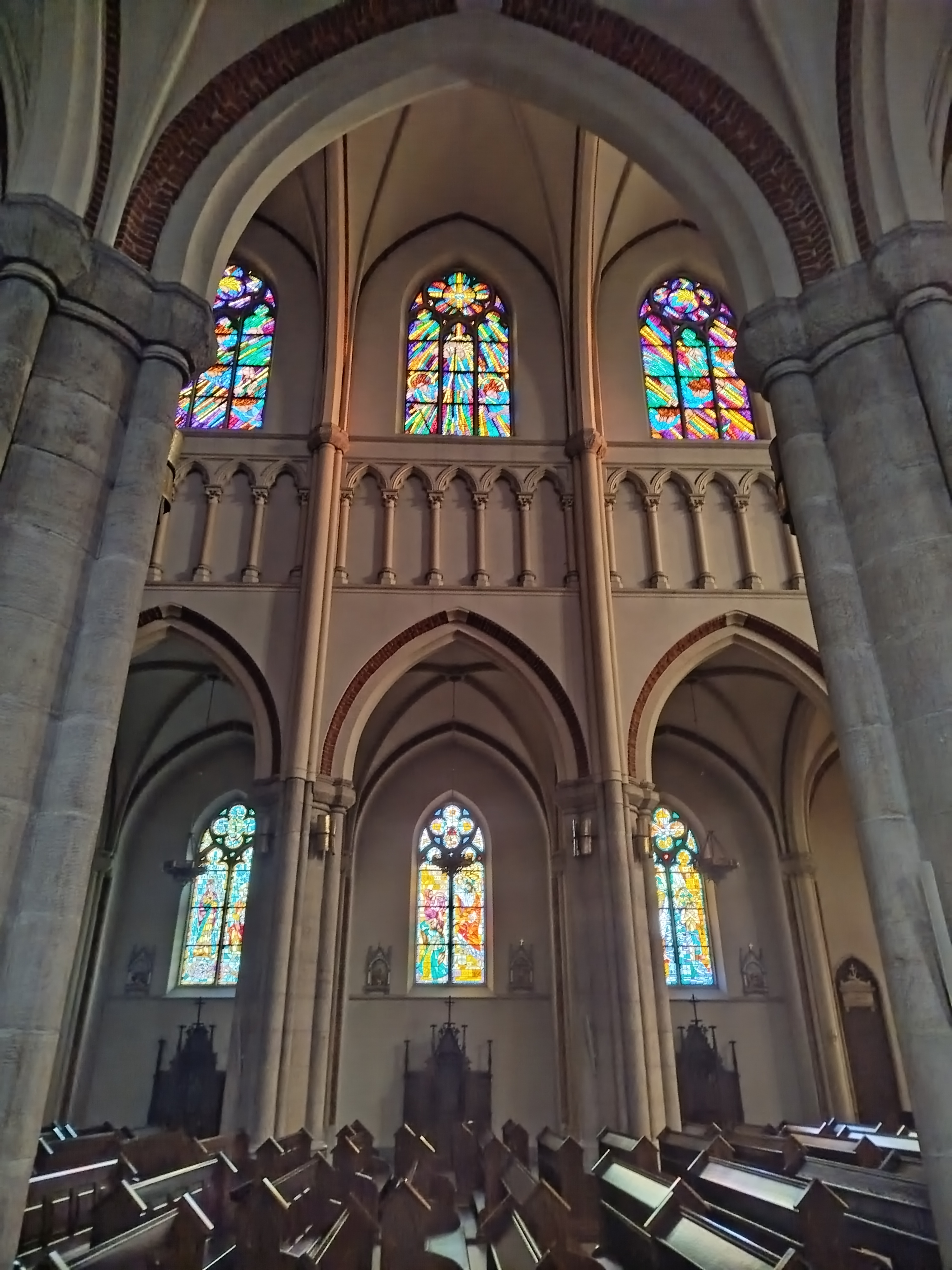
3 dílná elevace hlavní lodi

1. Kostel by měl stát na rohovém pozemku na křižovatce ulic Piotrowské a Plazové. Hlavní vchod by měl být z ulice Piotrowské.
2. Vzhledem k tomu, že na zadní straně bude v budoucnu postavena fara, je třeba zajistit dostatek místa.
3. Vnitřní plocha kostela – by měla být přibližně pro 4000 osob, s místy pro stání.
4. U kostela je požadována kaple pro dva katafalky s výkonnou ventilací. Pro zachování symetrie může být na druhé straně zrcadlově umístěna obdobná kaple.
5. Prostor presbytáře, sakristie, předsíně, počet lodí, vstupy, oltáře – zůstává na uvážení projektanta.
6. Výběr stylu zůstává na uvážení projektanta, nicméně je požadováno, aby byla budova zvenčí bez omítky (Rohbau) s použitím minimálního množství tesaného kamene. Komise si přeje, aby kostel měl pouze jednu věž s hodinami.
7. Kostel by měl být klenutý, chóry a střecha dřevěné konstrukce. Pokrytí střech chorů – šindel, střech lodí – kovové plechy. Pokrytí věže – měděný plech.
8. V případě potřeby má být kostel osvětlen plynem z městské plynové sítě, ventilace musí být zajištěna. Umístění základů nečiní žádné obtíže.
Přehled zajímavých obřadů, které se konají v katedrále svatého Stanislava Kostky v Lodži:

### Noční vigilie (noční modlitební bdění)
V katedrále se pravidelně konají noční vigilie, zejména při významných církevních svátcích jako jsou Velikonoce nebo Všech svatých.
Lidé přicházejí se svíčkami, atmosféra je velmi klidná a duchovní.

### Adventní a postní duchovní koncerty
Během adventu a postní doby katedrála hostí koncerty duchovní hudby, často doprovázené varhanním doprovodem, zpěvem sboru a čtením z Bible.
Tyto koncerty nejsou pouze hudební událostí, ale i formou duchovního rozjímání.

Vitráž

### Křížová cesta uvnitř i kolem chrámu
V období postu se zde koná křížová cesta, při níž věřící obcházejí jednotlivá zastavení křížové cesty buď v interiéru katedrály, nebo kolem budovy.
Během Velkého pátku se někdy pořádá i veřejná křížová cesta ulicemi Lodže, která začíná právě v této katedrále.

### Hromadné křty a biřmování
V určitých obdobích roku, především o Velikonocích a na Letnice, se zde konají hromadné křty dětí i dospělých a také biřmování.
Jsou to slavnostní a emotivní chvíle, kdy se stovky lidí účastní těchto svátostí.

### Mše za město a pracovníky
Katedrála je místem tzv. městských mší – slouží se zde mše za město Lodž, za jeho obyvatele, pracovníky, studenty nebo za zvláštní příležitosti jako např. začátek školního roku.

### Ekumenické bohoslužby
V duchu mezináboženského dialogu se zde několikrát ročně konají ekumenické bohoslužby – modlitby, kterých se účastní katolíci, pravoslavní, evangelíci a další křesťané.

### Živý betlém o Vánocích
O Vánocích bývá v katedrále postaven živý betlém – účinkují děti a mládež z farnosti, vystupují zde i zvířata, hraje hudba a zpívají se koledy.
Je to velmi oblíbená událost pro rodiny s dětmi.